# François Bloch-Lainé
François Bloch-Lainé (Parijs, 25 maart 1912 -Parijs, 25 februari 2002) behoort tot de belangrijke Franse politici en topambtenaren uit de naoorlogse periode.
Bloch-Lainé studeerde Rechten en Politieke Wetenschappen. In 1936 werd hij ambtenaar bij het Ministerie van Financiën. Gedurende de bezetting werkte hij voor het verzet. Na de oorlog behoorde hij tot de hervormers die de Franse economie grondig moderniseerden en een door de overheid geplande economie opstartten. Vanaf 1947 was hij leider van de "Direction générale du Trésor et de la Politique économique" en leverde een belangrijke bijdrage in het verlaten van de tijdens de Derde Republiek gevoerde austeriteitspolitiek. Onder president  Georges Pompidou werd hij in 1967 leider van de Crédit Lyonnais, toen de tweede grootste Franse bank. Bloch-Lainé geldt als een voorbeeld van de specifiek Franse ambtenarenelite die tot op heden een grote invloed op de Franse samenleving uitoefent.